# فرنسيسكو خافيير إسترادا
فرنسيسكو خافيير إسترادا (بالإسبانية: Francisco Javier Estrada)‏ هو لاعب كرة قدم مكسيكي، ولد في 20 يناير 1993. لعب مع Alebrijes de Oaxaca ‏.